# Матюшина, Елена Сергеевна
Елена Сергеевна Матюшина (3 апреля 1991) — российская футболистка, защитница. Мастер спорта России.

## Биография
Начинала заниматься футболом в спортивных секциях города Гулькевичи. В юном возрасте выступала за клуб «Дон» (Азов) во втором дивизионе. Затем перешла в подмосковное Училище олимпийского резерва. В составе сборной Московской области стала в 2007 году победительницей первенства России среди девушек до 17 лет, забив один из голов в финальном матче.
В 2009 году дебютировала в высшем дивизионе в составе клуба «УОР-Звезда», сыграв за два следующих сезона 28 матчей. В 2011 году перешла в «Зоркий», но там не стала игроком основного состава, проведя лишь 5 неполных матчей за полтора года. В составе «Зоркого» стала финалисткой Кубка России 2012 года, но в финальном матче не играла.
В 2012 году перешла в «Кубаночку», где за три сезона сыграла 38 матчей в высшей лиге и забила 2 гола. Свой первый гол забила 4 июня 2013 года в ворота «Измайлово» ударом с 50 метров. В 2014 году в составе «Кубаночки» стала финалисткой Кубка России.
После окончания сезона 2014 года завершила профессиональную карьеру, но продолжала играть на любительском уровне. В 2015 году стала финалисткой Кубка Краснодарского края в составе команды «Нива» (Чебургольская). В 2019 году выступала в региональных соревнованиях за «Кубаночку-2».
Играла за юношескую и молодёжную сборную России.